# Rubus kalaidae
Rubus kalaidae är en rosväxtart som beskrevs av Juzepczuk. Rubus kalaidae ingår i släktet rubusar, och familjen rosväxter. Inga underarter finns listade i Catalogue of Life.